# Hugh J. Schonfield
Hugh Schonfield, né à Londres le 17 mai 1901 et décédé dans la même ville le 24 janvier 1988, est un historien et écrivain britannique. 

## Biographie
Hugh Schonfield a étudié à l'Université de Glasgow. Il s'est spécialisé dans la Bible et le Nouveau Testament. Il a écrit 40 livres principalement sur la religion chrétienne.

## Œuvres
- Un ancien texte hébreu de l'Evangile de saint Matthieu, Traduit  (traducteur, avec des notes et annexes)
- Lettres à Frederick Tennyson  (éditeur)
- Le New hébreu Typographie
- La photographie authentique du Christ  (Kazimir de Proszynski; rédacteur en chef et auteur de «supplément historique")
- Pour le train : cinq poèmes et d'un conte  (par Lewis Carroll; afin de poème arrangé, a écrit la préface)
- Le Livre des industries britanniques
- L'histoire du christianisme juif de la première à la Twentieth Century (1936)
- Richard Burton, explorateur
- Ferdinand de Lesseps
- Selon les Hébreux
- Voyages dans la Tartarie et le Thibet
- Voyages et recherches en Afrique du Sud
- Le canal de Suez
- Jésus : une biographie
- Le Traité de Versailles
- Lectures des évangiles apocryphes
- Judaïsme et Ordre Mondial
- Italie et Suez
- Cet homme avait raison : Woodrow Wilson parle à nouveau
- Le Juif de Tarse : un portrait de Paul Unorthodox
- Saints contre César : The Rise and Réactions de la première communauté chrétienne
- Perdu livre de la Nativité de Jean
- Le canal de Suez dans les affaires internationales
- Les Secrets de la Mer Morte : Études à leur solution
- Le Cantique des Cantiques
- La Bible avait raison : Un examen Astonishing du Nouveau Testament
- Un Dictionnaire populaire du judaïsme
- Une Histoire de la littérature biblique
- La Pâque Parcelle : Nouvelle lumière sur l'histoire de Jésus
- A à Z-Bible Compagnon de lecteur
- Ces chrétiens Incredible
- Canal de Suez dans la paix et la guerre
- Politique de Dieu
- Le Parti Jésus
- Pour l'amour du Christ
- Le Saint Suaire de Turin
- The Original Nouveau Testament  (initialement publié en 1958 comme  'Le Nouveau Testament authentique' , mis à jour et re-publié sous ce titre en 1985)
- Les Esséniens Odyssey
- Après la Croix
- Proclamer le Messie
- Le mystère du Messie
- Jésus : Man et le Messie

Articles
- Wells humaniste religieux  [1]